# 利比亞的尼泊爾人
利比亞的尼泊爾人多是外勞，根據尼泊爾外交部估計約有3,064人。

## 概況
大多數在利比亞的尼泊爾人是地盤建築工人或工廠工人，在2009年尼泊爾政府開放了利比亞的外國就業機會，約有6家尼泊爾外包機構向利比亞派遣了1,868名尼泊爾人，而22名通過個人合同到達那裡。尼泊爾對外就業部的數據顯示，在2007-2008年有2,592名尼泊爾人到達目的地。
在2011年利比亞內戰開始後，約有1,200人離開利比亞。在尼泊爾駐開羅特使的協助下，他們中的許多人通過邊境城市德爾納離開利比亞，但許多尼泊爾人仍然滯留在利比亞，生活條件惡劣。約有113名尼泊爾人滯留在的黎波里和米蘇拉塔，另外44名在班加西工作的人正在一個營地面臨糧食短缺。